# The Meadows
The Meadows est un vaste jardin public à vocation de détente et de pratique de sports situé dans la ville écossaise d'Édimbourg, au Royaume-Uni. D'une superficie de 22 hectares, il se compose en grande partie de pelouses ouvertes traversées par des sentiers bordés d’arbres, mais dispose également de terrains de jeux pour enfants, d’un club de croquet, de courts de tennis et divers terrains de sports. Il est bordé par l'université d'Édimbourg, l'hôpital Royal Infirmary of Edinburgh (en), le quartier résidentiel de Marchmont (en) et par le terrain de golf de Bruntsfield Links.

## Historique
Situé à l'emplacement d'un ancien loch, il devient le lieu d'entraînement habituel de la Royal Company of Archers. En 1827, un décret du Parlement en fait une zone protégée, en y interdisant les constructions immobilières (sauf pour la construction d'un pavillon de verre pour l'exposition internationale d'Édimbourg en 1886 (en)).
Dans les années 1870, The Meadows devient un des hauts lieux du développement du football en Écosse, accueillant les premières rencontres de nombreux clubs d'Édimbourg, notamment St Bernard's mais aussi Heart of Midlothian et Hibernian qui deviendront par la suite les deux clubs phares de la capitale écossaise. Leur premier derby s'y déroule d'ailleurs le 25 décembre 1875. Une plaque a été installée pour marquer l'emplacement de ce match. 
Après la Seconde Guerre mondiale, une partie du parc a été transformée en jardins ouvriers qui ont été utilisés jusqu'en 1966 où ils ont retrouvé leur vocation première de pelouse.
Chaque année, en mars, un semi-marathon s'y déroule, le Meadows Marathon (en), ainsi que, depuis quelques années, le départ et l'arrivée du MoonWalk (en) d'Édimbourg. Des événements du Festival d'Édimbourg et notamment du Fringe sont accueillis par le parc chaque année. La manifestation du Make Poverty History d'Édimbourg qui a regroupé 225 000 personnes s'est tenue dans le parc en 2005 . 
Le parc est aussi connu pour ses magnifiques ormes, notamment les variétés orme de montagne, orme Huntingdon (en), orme champêtre, orme japonais, orme Regal (en) et orme New Horizon (en) .

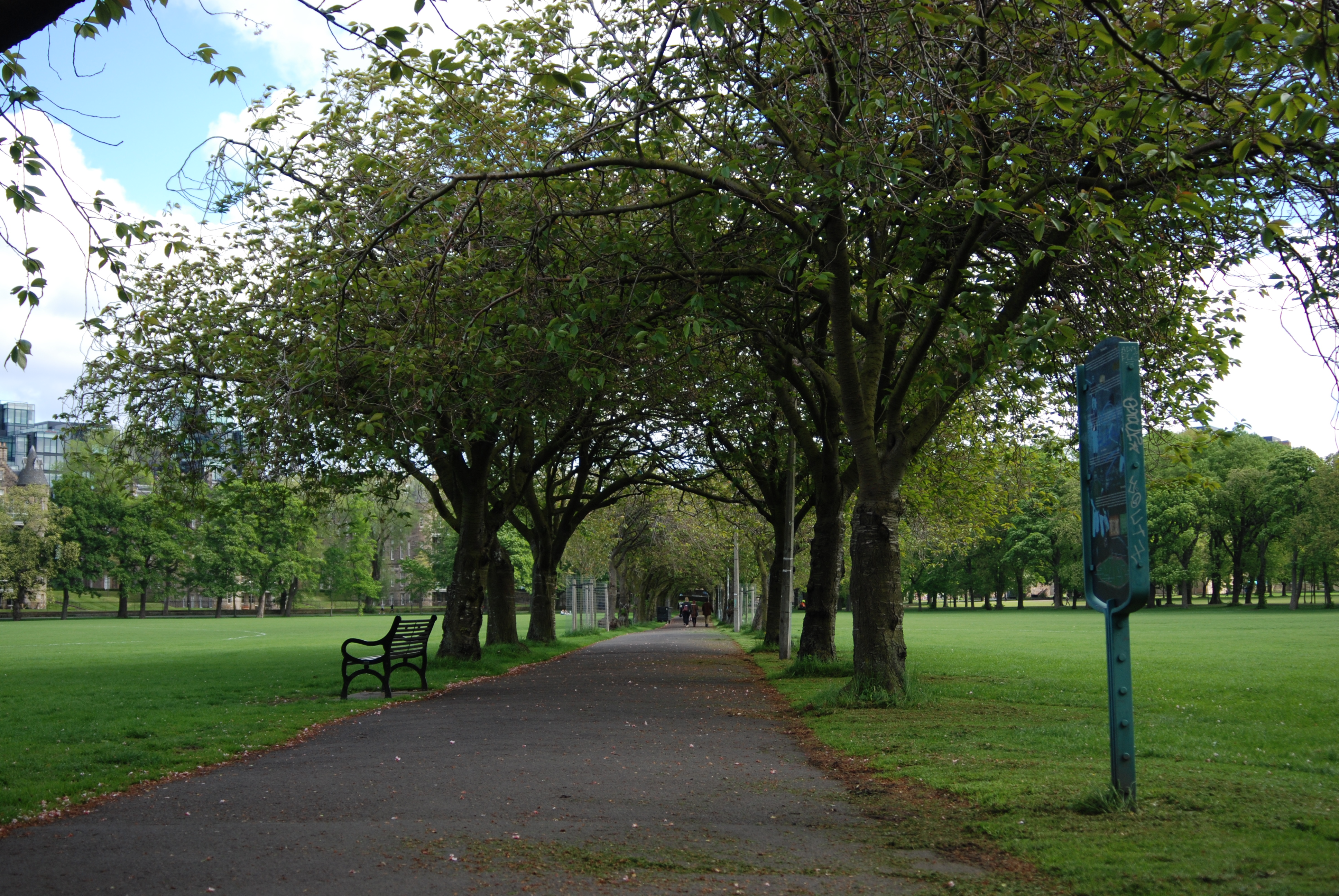
Le parc.
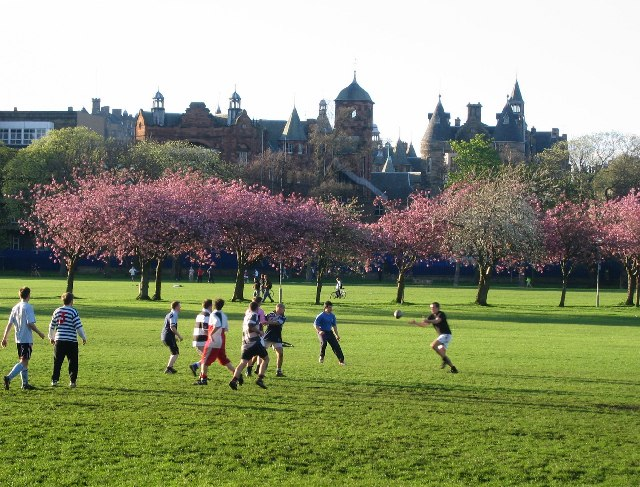
Match de rugby dans le parc.
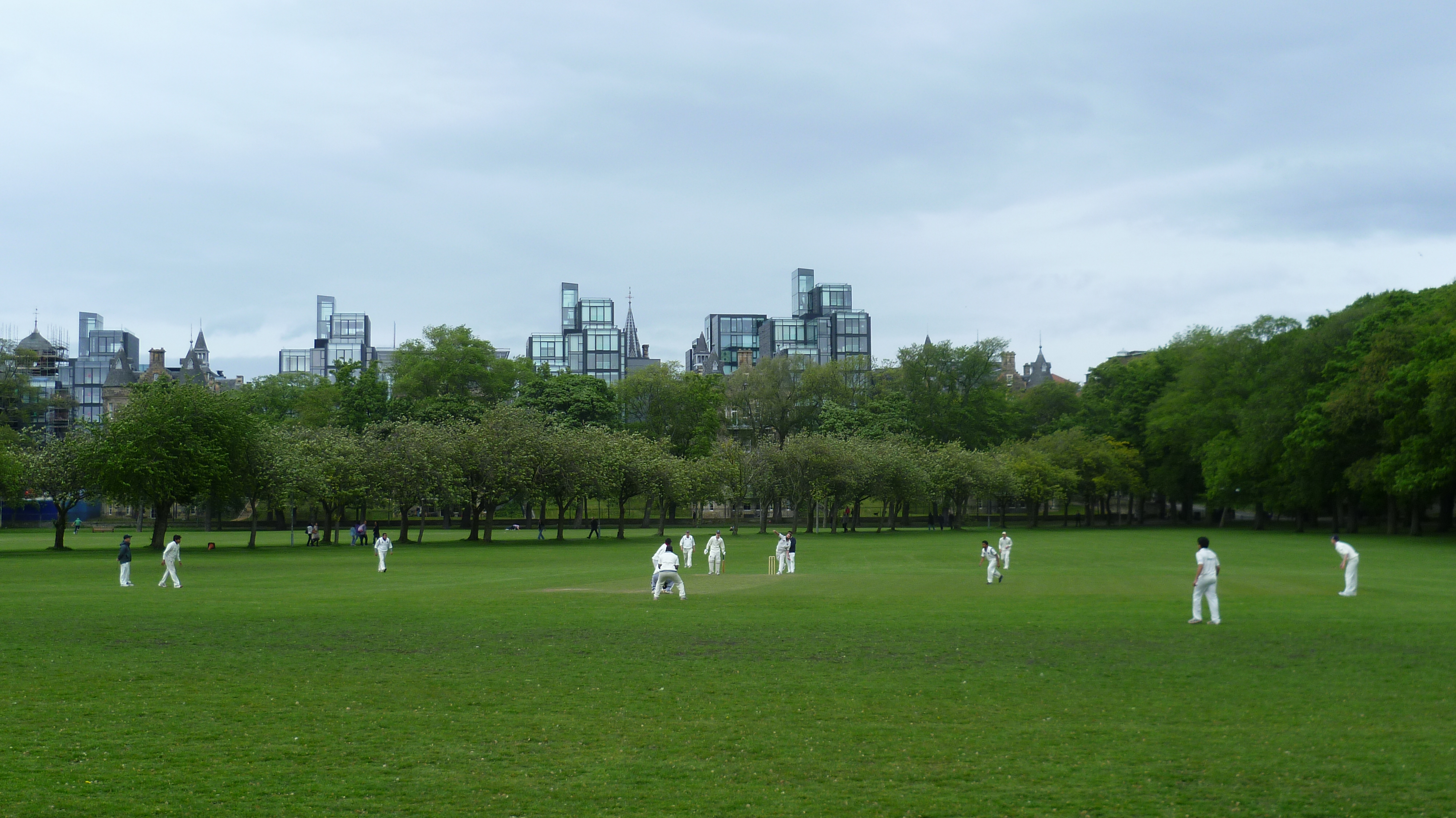
Cricket dans le parc.
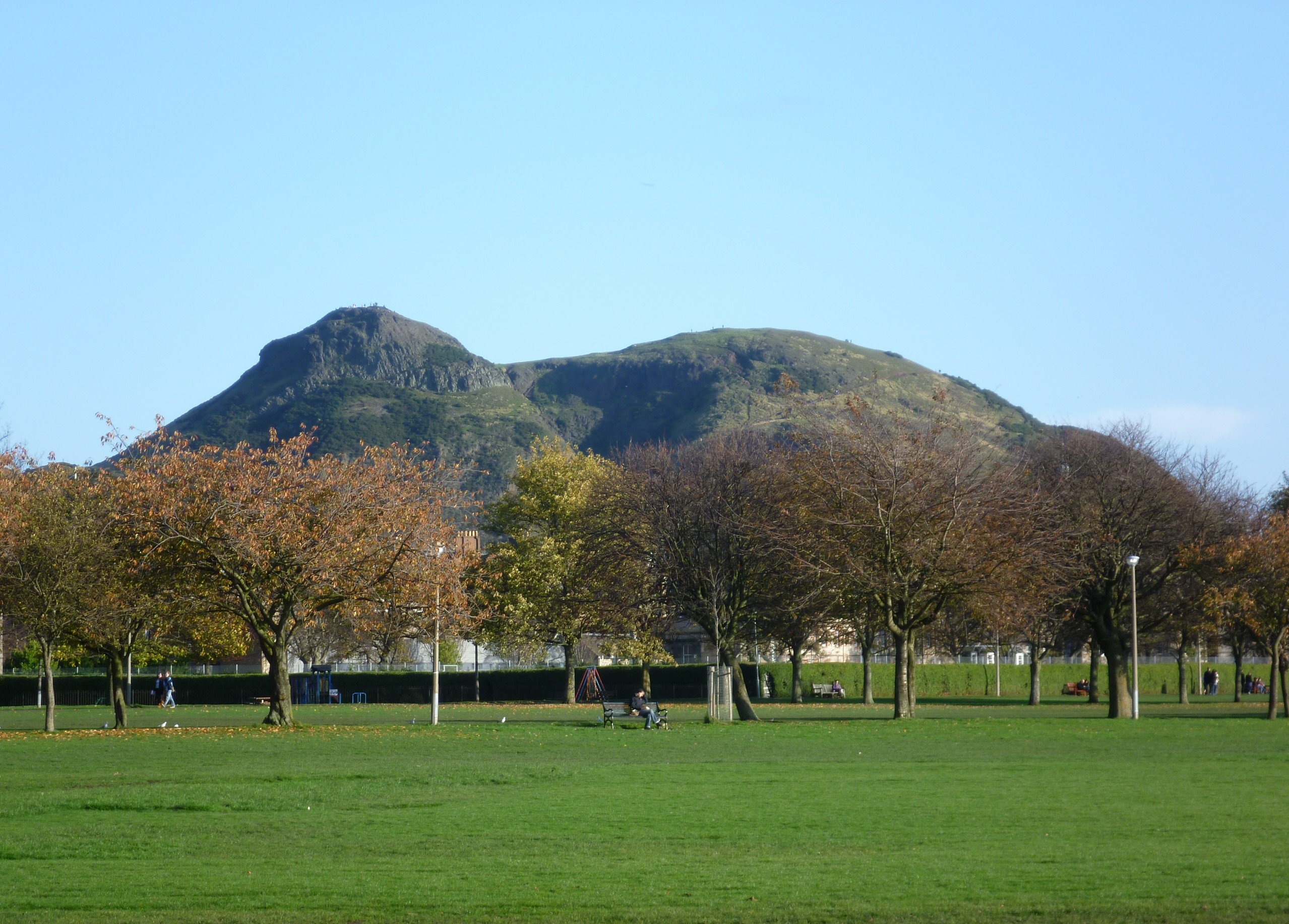
Vue d'Arthur's Seat depuis le parc.